# Jens Risager
Jens Risager (Herning, 1971. április 9. –) dán válogatott labdarúgó.

## Pályafutása

### Klubcsapatban
1990 és 1998 között a Brøndby csapatában játszott, melynek tagjaként öt bajnoki címet szerzett és két alkalommal nyerte meg a dán labdarúgókupát. 1992-ben rövid ideig az Ikastnál szerepelt kölcsönben.

### A válogatottban
1994 és 1996 között 13 alkalommal szerepelt a dán válogatottban. Szerepelt az 1992. évi nyári olimpiai játékokon, valamint tagja volt az 1995-ös konföderációs kupán győztes válogatott keretének és részt vett az 1996-os Európa-bajnokságon is.

## Sikerei, díjai
Brøndby IF
- Dán bajnok (5): 1990, 1991, 1995–96, 1996–97, 1997–98
- Dán kupagyőztes (2): 1993–94, 1997–98

Dánia
- Konföderációs kupa (1): 1995